# Calcificatie

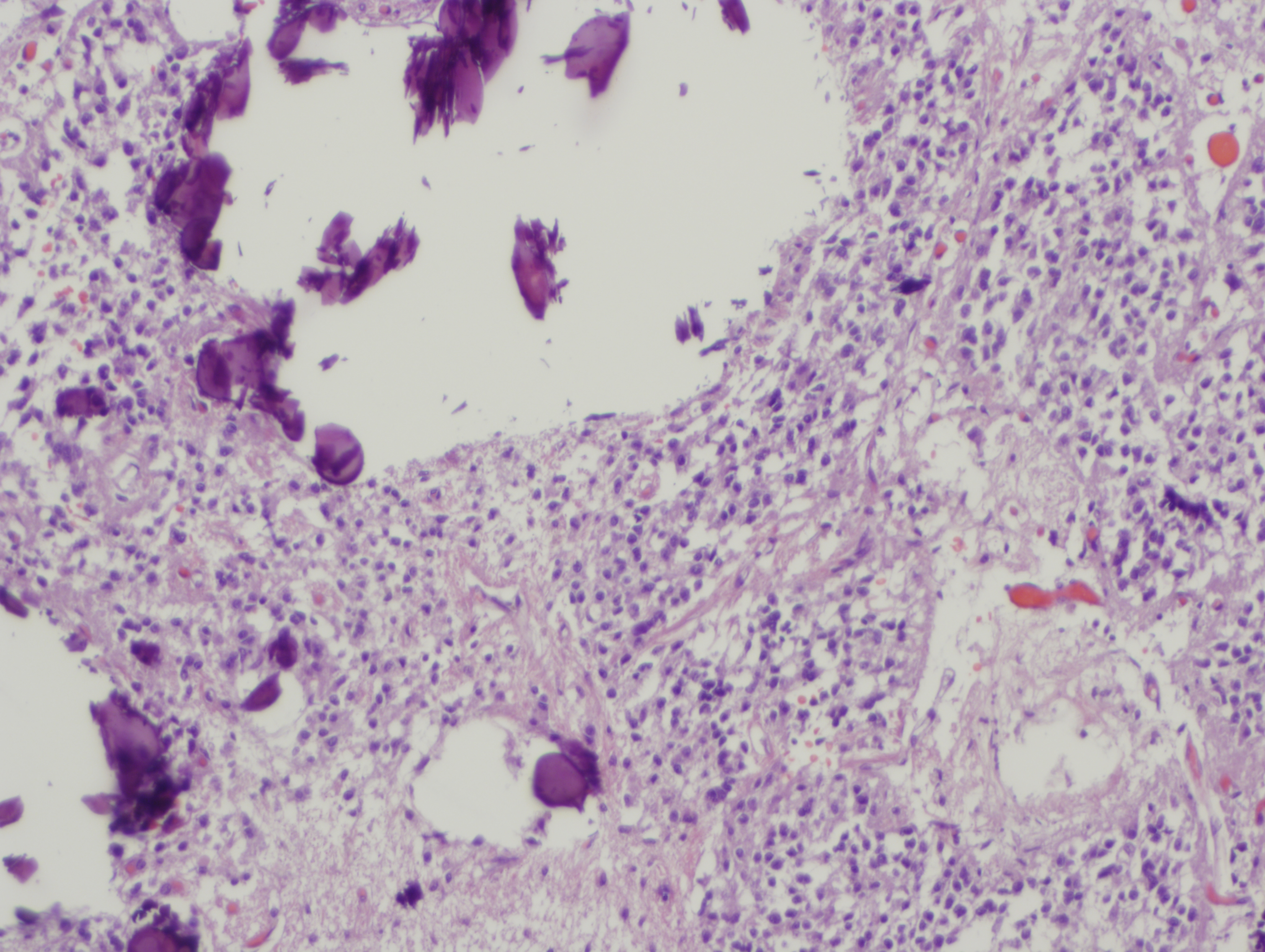
Pijnappelklierparenchym met calcificaties.

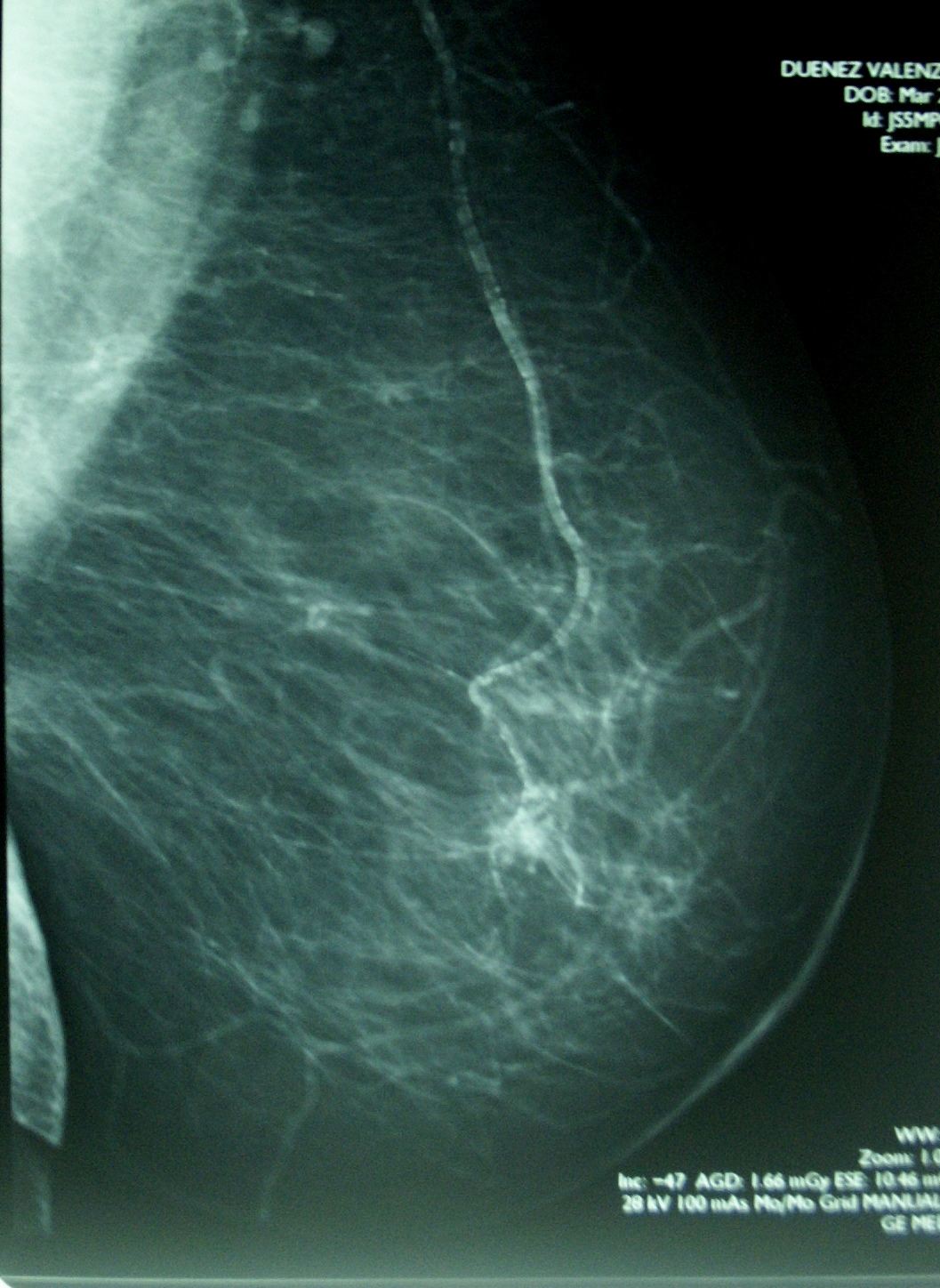
Mammogram met verkalkingen.

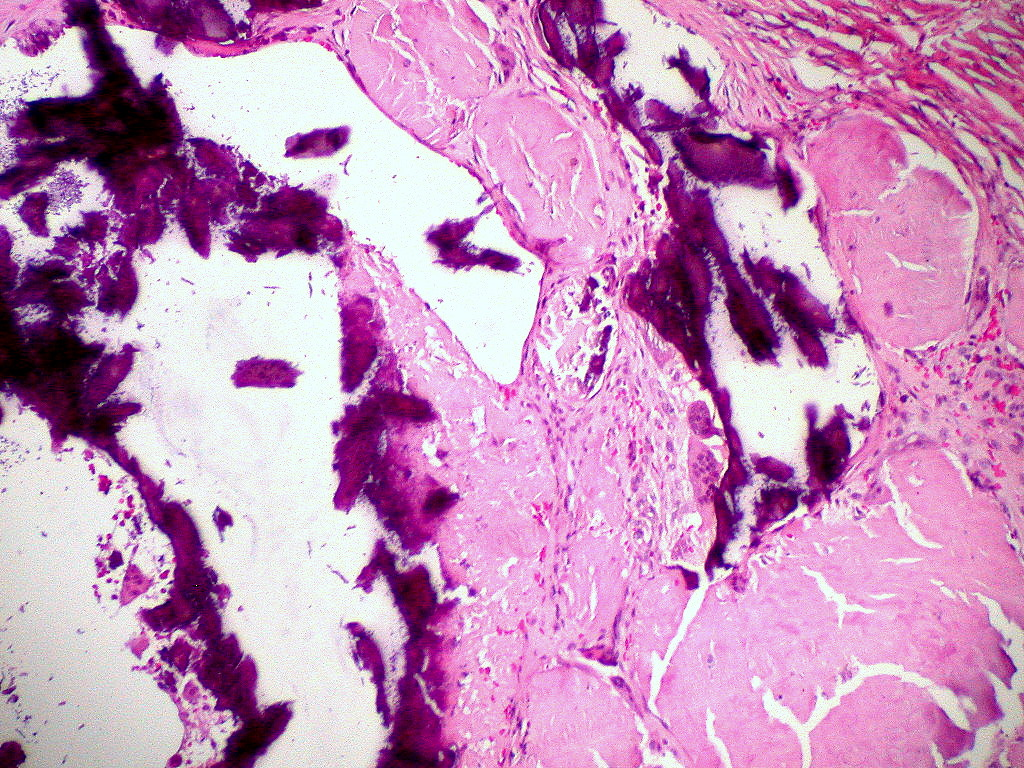
Amyloidose met dystrofe calcificatie

Men spreekt van calcificatie of verkalking, wanneer kalkzouten zich afzetten in levend of dood weefsel. In de geneeskunde spelen verkalkingen in vele organen een rol, zoals de aders, de pijnappelklier en de borst. 
Verkalking kan in organismen optreden in littekenweefsel, in gedegenereerd weefsel (dystrofe calcificatie) en in alle weefsels door een te hoog kalkgehalte in het bloed (metastatische calcificatie). Kalk kan zich in plaques afzetten.
Afzetting van kalkzouten op voorwerpen heet kalkaanslag.